# یوجین لی
یوجین لی (انگلیسی: Eugene Lee؛ زادهٔ ۱۶ ژوئیهٔ ۱۹۵۳) بازیگر اهل ایالات متحده آمریکا است.
از فیلم‌ها یا مجموعه‌های تلویزیونی که وی در آن‌ها نقش داشته‌است، می‌توان به مورفی براون، بکر، فریژر اشاره نمود.